# Irlanda en los Juegos Paralímpicos de Toronto 1976
Irlanda estuvo representada en los Juegos Paralímpicos de Toronto 1976 por un total de 19 deportistas, 11 mujeres y ocho hombres.

## Medallistas
El equipo paralímpico irlandés obtuvo las siguientes medallas:
| Nombre                            | Deporte       | Evento                 |
| --------------------------------- | ------------- | ---------------------- |
| Oro                               |               |                        |
| Rosaleen Gallagher                | Atletismo     | Pentatlón 1B femenino  |
| Michael Cunningham                | Atletismo     | Jabalina 4 masculino   |
| Julia Cosgrove                    | Tenis de mesa | Individual 1A femenino |
| Julia Cosgrove Frances O'Sullivan | Tenis de mesa | Dobles 1B femenino     |
| Plata                             |               |                        |
| Rosaleen Gallagher                | Atletismo     | 60 m 1B femenino       |
| Rosaleen Gallagher                | Atletismo     | Eslalon 1B femenino    |
| Rosaleen Gallagher                | Atletismo     | Peso 1B femenino       |
| Kathleen Fagan                    | Atletismo     | 60 m 2 femenino        |
| Kathleen Fagan                    | Atletismo     | Disco 2 femenino       |
| Christine Doprill                 | Atletismo     | Peso 2 femenino        |
| Patrick McCool                    | Atletismo     | Disco 1A masculino     |
| Patrick McCool                    | Atletismo     | Maza 1A masculino      |
| Clause Stevens                    | Atletismo     | Disco 2 masculino      |
| Frances O'Sullivan                | Tenis de mesa | Individual 1B femenino |
| Bronce                            |               |                        |
| Rosaleen Gallagher                | Atletismo     | Disco 1B femenino      |
| Rosaleen Gallagher                | Atletismo     | Maza 1B femenino       |
| Christine Doprill                 | Atletismo     | Disco 2 femenino       |
| Christine Doprill                 | Atletismo     | Jabalina 2 femenino    |
| Kathleen Fagan                    | Atletismo     | Eslalon 2 femenino     |
| Clause Stevens                    | Atletismo     | Peso 2 masculino       |